# 카고 아이
카고 아이(加護亜依, 1988년 2월 7일 ~ )는 일본 나라현 야마토타카다시 출신의 가수이자 영화 배우, 텔레비전 배우이다. 모닝구무스메의 전 멤버(4기)로 전 소속사인 업프런트 에이전시의 헬로! 프로젝트에 소속된 여성 듀오 W(다브르유)의 서브리더를 맡았다.
2008년 4월 복귀를 선언하고 현재 R&A 프로모션 계열의 메인스트림(Mainstream) 예능사무소 소속으로 다시금 데뷔. 2008년 5월 나리타 공항에서 출국 인터뷰를 통해 홍콩에서 홍금보(洪金寶)를 비롯한 오건호(吳建豪 / Vanness Wu) 등과 함께 영화 촬영에 들어감을 밝혔다. 2008년 4월에는 팬클럽 겸 개인 블로그인 비스켓클럽 - Biscuitclub 을 공개했다.

## 인물, 에피소드
- 취미는 요리. 특기는 배 썰기와 훌라후프.
- 아버지는 층쿠♂와 같은 나이이며 동향 출신인 요코하마 베이스타스의 투수 미우라 다이스케와 친분이 있다.
- 양친이 17살일 때 태어났기 때문에 본인이 1살이 될 때까지 출생 신고를 하지 못하였고, 그 때까지는 사실혼 사이였다.
- 모노마네를 하는 것을 좋아해서 늘 모노마네의 연구에 열중. 그 외에도 판토마임이 특기인 등, 하로프로에서도 재주가 많은 것으로 알려져 있다.
- 스포츠를 잘하지 못하여 Hello! Project Sports Festival에서는 60m 달리기에서 초등학생인 키즈에게도 질 정도라서 메챠이케 특방에서는 쿠소죠에 뽑혔다. 단 훌라후프에 관해서는 짝인 쯔지 노조미와 함께 기네스 세계 기록을 달성했다.

## 약력
- 2000년 3월 : TV 방송 《ASAYAN》(TV 도쿄 계열) 내에서 열린 〈모닝구무스메。제3회 추가 오디션〉에서 이시카와 리카, 요시자와 히토미, 쯔지 노조미와 함께 합격. 카고를 지도한 교육계는 고토 마키.
- 2000년 7월 : 이시카와 리카와 함께 그룹 내 유닛 탄포포에 가입.
- 2000년 ~ 2004년 : 모닝구무스메。와 W로서 연속하여 NHK 홍백가합전에 출장.
- 2000년 7월 : 야구치 마리, 쯔지 노조미와 함께 키 150 cm 이하의 유닛 미니모니。를 결성(그 해 10월에 미니모니。는 미카 토드를 맞이하여 4인조 유닛이 되었다. 2002년 9월까지 탄포포와 유닛을 병행하였다).
- 2001년 1월 : 미니모니。로서 정식 데뷔.
- 2002년 9월 23일 : 탄포포를 졸업.
- 2004년 1월 : 《Hello! Project 2004 Winter ~C'MON! 댄스월드~》 콘서트의 나카노 선플라자 공연에서 쯔지 노조미와 함께 모닝구무스메。 졸업을 발표.
- 2004년 5월 : 쯔지 노조미와 함께 신유닛 W (다브르유)를 결성.
- 2004년 8월 : 쯔지 노조미와 함께 모닝구무스메。를 졸업.
- 2006년 2월 : 2월 10일 (금) 발매된 사진 주간지 FRIDAY 지면에 “카고 아이가 레스토랑에서 담배를 피웠다”라고 보도되었다. 소속 사무소가 사실 관계를 확인한 결과 보도된 내용이 거의 사실로 밝혀지며, 미성년 흡연 금지법에 저촉됨에 따라 근신 처분을 받았다.
- 2007년 1월 : 근신 중이었지만 《Hello! Project 2007 Winter ~집결! 10th Anniversary~》 콘서트 최종일에 객석에서 관람하였다고 일부 매체에서 보도되었다.
- 2007년 2월 23일 : 이 날 발매된 사진 주간지 ‘FRIDAY’ 지면에 카고 본인을 취재한 기사가 게재되었다. 소속사무소에서 서무나 라이브 뒷일 등을 하고 있으며 흡연 스캔들에 대해서는 “자신이 한 일로 인해 정말로 많은 분들께 폐를 끼쳤다”라고 반성하며 “용서해 주신다면 노래를 다시 부르고 싶다”라고 복귀하고 싶다는 의향을 밝혔다. 이 당시 소속 사무소에서는 복귀 시기에 대해 여전히 미정으로 하고 있었지만, 요시자와 히토미의 모닝구무스메。 졸업 공연(2007년 5월)이나 스무살 생일(2008년 2월)즈음 복귀 조짐이 전망되어 있었다.
- 2007년 3월 26일 : 주간지 ‘주간 현대’에 다시 흡연 의혹이 게재되었다. 소속 사무소가 카고 본인에게 사실 관계를 확인한 결과 사실이라고 밝힘에 따라 ‘두 번째라는 사태를 중히 받아들인다’라는 것으로 사무소로부터 계약 해제가 발표되어, 사실상 연예계에서 은퇴하게 되었다. 이로 인해 전 소속사인 업프런트 에이전시(현 업프런트 프로모션)는 소속 탤런트들을 다시 교육한다고 고지. 교육 내용은 밝혀지지 않았다. 주간 현대의 편집장인 카토 하루유키는 2006년 2월 FRIDAY 보도 당시에는 FRIDAY의 편집장이었다. 그 날은 카고 아이의 부모가 이혼을 결정한 날로서 그 충격으로 혼란을 겪는 가운데 스캔들로 발각 된 내용이 이후에 알려지고 있다.
- 2008년 4월 6일 : 예능 활동 재개를 알리는 내용을 휴대 사이트의 인터뷰에서 코멘트 한 내용이 보도되었다.
- 2008년 4월 : 2번째 흡연 스캔들 이후 소속 사무소로부터 해고를 당한 직후에 문구용 가위로 왼쪽 손목을 끊는 자살 미수가 있었음을 밝혔다(병원에 가면 예능인으로서 알려지게 되므로 병원에는 가지 않고 처리를 하였다고 한다).
- 2008년 4월 10일 : 공식 팬클럽 개설 및 공식 블로그 오픈(비스켓클럽 - Biscuitclub).
- 2008년 5월 16일 : 2년 2개월 만에 공개 석상에 등장. 홍콩에서의 영화 촬영을 향해 출국하는 도중 나리타 공항에서 기자 회견을 실시하였다. 홍콩에서 홍금보(洪金寶)를 비롯한 F4 오건호(吳建豪 / Vanness Wu) 등과 함께 영화 촬영에 들어감을 밝혔다.
- 2009년 1월 : 세미누드 모습에 피로하여 《월간 카고아이》로 그라비아에 본격 도전하였다.
- 2009년 6월 24일 : 복귀 후 첫 싱글 〈no hesitAtIon〉 발매.
- 2009년 7월 9일 : 영화 《주온－검은소녀》에 간호사 역할로 출연.
- 2010년 2월 16일 : 도쿄 JZ BRAT로 단독 재즈 라이브를 실시하였다.
- 2010년 6월 25일 : SUMMER SONIC 2010 출연 결정.
- 2011년 5월 18일 : 잡지 ‘사이조’의 인터뷰에서 사무소 이적을 예정한 휴업인 일이나, 휴업 기간중에 도호쿠 대지진의 재해지에 식사 공급하러 간 일 등을 말했다. 이적에 관해서는 소속 사무소는 인정하지 않았다고 보도되었다.
- 2011년 9월 11일 : 약물의 대량 섭취에 의해 구급 반송되었던 것이 보도되었다.
- 2011년 12월 21일 : 자신의 블로그로 입적과 임신을 발표하였다[1][2].
- 2012년 6월 22일 : 여아를 출산한 것을 블로그로 보고했다.
- 2013년 8월 15일 : 소속 사무소를 ‘주식회사 이후효우효우 보관됨 2015-08-01 - 웨이백 머신’로 바꿔 예능 활동을 재개하는 것을 발표.
- 2013년 8월 21일 : 일간 스포츠는 《“카고 아이”는 상표 등록을 마친 본명인데 활동 재개도 쓸 수 없고!?》라고 보도했다. 전 소속 사무소(메인스트림)가 “카고 아이”를 상표 등록을 마치겠습니다(등록 번호 제5287159호 · 존속 기간 만료일은 2019년 12월 11일)이며, 관계자는 "상표 등록 시점에서 가호는 외가의 이케다 성을 쓰고 있으며, 본명은 아니었다. 2011년에 돌연 아버지의 가호에 성을 돌렸다. 사무소를 뛰쳐나온 후에 성을 돌려, 본명니까 상표 등록에 관계 없이 사용할 수 있다는 것은 조리가 서지 않다. 카고 아이가 그 이름으로 활동한 경우, 도의적 책임을 추궁하고 싶기 때문에 예명 사용료를 청구하다"고 말했다.
- 2013년 10월 : 카고 아이가 자신도 참가하는 새로운 걸그룹을 결성한다고 발표했다. 컨셉은《모두 다! 걸 그룹 프로젝트!》.
- 2014년 2월 : 카고 아이와《모두 다! 걸 그룹 프로젝트!》오디션에 합격한 두 멤버와 걸 그룹 "Girls Beat!!"를 결성.
- 2015년 4월 3일 : 자신의 블로그에서 이혼 협의 중임을 보고.
- 2015년 8월 4일 : 6월까지 이혼 성립된 것으로 나타났으며, 9일에는 자신의 블로그에서 이혼을 보고했다.
- 2015년 8월 6일 : 소속 사무소와 계약을 갱신하지 않기로 합의하고 프리가 된다. 이 시점에서 가호가 소속된 걸그룹 "Girls Beat"은 소속의 그대로의 형태를 취했다.
- 2016년 1월 20일 : 소속 사무소 알칸셸에 이적.
- 2016년 8월 8일 : 미용 관계의 회사 경영자와의 재혼을 발표.

## 기록
- NHK 홍백가합전에 홍조 최연소 출장, 12세 10월 24일 (2000년 제51회 대회에서) → 2007년 제58회 홍백가합전에서 같은 헬로! 프로젝트 소속 큐트의 하기와라 마이가 정확히 1년 차이로 만 11세 10개월 24일의 기록으로 갱신했다(덧붙여 카고와 생일이 같고, 또한 같은 그룹의 야지마 마이미도 같은 날 생일이다.).

## 출연

### 텔레비전 드라마
- 내셔널 극장 《여기는 제3사회부》 (2001년 9월 ~ 12월, TBS)
- 모닝구무스메。신춘! LOVE 스토리즈 《시간을 달리는 소녀》 (2002년 신춘 특집 드라마, TBS. 주연 아베 나츠미) 요시야마 아야나 역할 (아베 나츠미가 연기한 히로인 요시야마 카즈코의 여동생 역할)
- 내셔널 극장 《여기는 혼이케가미서》 제1~5시리즈 (2002년 ~ 2005년, TBS) - 시이나 유미 역할 (다카시마 마사노부가 연기한 주인공 시이나 케이스케의 딸 역할)
- 24시간 테레비 《사랑은 지구를 구한다》 내의 드라마 〈아버지의 여름 축제〉 (2002년, NTV. 주연 이시카와 리카)
- 《VICTORY! ~풋걸즈의 청춘~》 (2003년, 후지 TV. 주연 마츠우라 아야)
- 드라마 사랑의 시 《미니모니。의 브레멘 음악대》 (2004년 3월 6일 ~ 27일, NHK 교육 텔레비전) 제9회 - 제12회 1949년 주연.

### 그 외 텔레비전 방송
- 《하로모니。》 (2000년 4월 9일 ~ 2007년 4월 1일, TV 도쿄)
- 《오하스타》 (비정기, 테레비도쿄)
- 《틴틴TOWN!》 (2002년 7월 5일 ~ 2004년 3월 26일, NTV)
- 《후타리고토》 (2004년 5월 19일 ~ 21일 · 8월 10일 ~ 17일, TV 도쿄)
- 《마녀。리카짱의 매지컬 비유덴》 (2004년 12월 7일 ~ 10일 · 12월 20일 ~ 24일, TV 도쿄)

### 라디오
- 《탄포포 편집부 OH-SO-RO!》 (2000년 10월 3일 ~ 2002년 9월 17일, TBS 라디오)
- 《미니모니。의 모두 HAPPY!》 (2001년 ~ 2003년, 닛폰방송)
- 《MBS 영타운 토요일》 (2003년 5월 10일 ~ 2004년 3월 13일, 마이니치 방송)

탄포포로서 각 방송에 출연

### CM
W 결성 전부터 쯔지와 함께, 혹은 쯔지, 이시카와 리카와, 혹은 쯔지, 마츠우라 아야와 함께 한 것뿐으로, 혼자서 맡은 적은 없었다.
자세한 사항은 W의 항목을 참조.
카고는 2008년 10월 10일부터 14일까지 기간 한정으로 자동차 매입 사이트 ‘굿오크’에서 첫 솔로 CM을 선보였다.
빨간 체크 라이더스 자켓, 미니스커트, 망사스타킹 차림의 록 소녀로 분장하여 에어기타를 선보이며 "나는 바뀌었다!"라고 외치고 있다.

### 영화
- 1997년 《Isle of Lesbos》 - 비브 역 (성우) = 2001년 일본어 더빙에 참여함
- 2009년 《식신 세 번째 이야기》 - 심영 역
- 2009년 《벤텐거리의 사람들》 - 아내 사쿠 역
- 2009년 《주온-검은 소녀》 - 유코 역
- 2009년 《하나오니 1: 운명의 장난》 - 도사즈카 모모코 역
- 2009년 《하나오니 2: 사랑의 시작》 - 도사즈카 모모코 역
- 2009년 《하나오니 3: 복수의 시간》 - 도사즈카 모모코 역
- 2010년 《육식여자.》 - 오카미 가리코 역
- 2010년 《혼팅 러버 ~피범벅인 연인들~》

## 음반

### 싱글
1. no hesitAtIon (2009년 6월 24일)

### 앨범
1. AI KAGO meets JAZZ~The first door~ (2010년 3월 31일)

### 옴니버스 앨범 참가
- キラキラ♡魔女っ娘♡cluv (2010년 2월 10일)
  - ラムのラブソング (うる星やつらOP) - 카고 아이×MR. HARDGROOVE (PUBLIC ENEMY) 명의
  - ひみつのアッコちゃん (ひみつのアッコちゃんOP) - 카고 아이×PAOLO SCOTTI 명의

### DVD
- 여기는 혼이케가미서/제1시리즈/DVD-BOX
- 월간 카고 아이 (2009년 2월 20일, 이넷트·프런티어)
- 밀착 카고 아이 (2009년 2월 20일, 이넷트·프런티어) - 한정 발매
- 쿵푸 쉐프 (2009년 8월 7일)
- 카고 아이 VS FRIDAY (2009년 10월 25일)
- LOS ANGELES (2010년 3월 25일)
- Ai KAGO meets JAZZ ~The First Door LIVE~ (2011년 4월 13일)

### 서적

#### 사진집
- 쯔지 노조미·카고 아이 사진집 「辻加護」(2002년 5월 22일, 와니북스) ISBN 978-4-8470-2710-8 {{isbn}}의 변수 오류: 유효하지 않은 ISBN.
- 카고 아이 사진집 「KAGO ai」(2003년 11월 25일, 와니북스) ISBN 978-4-8470-2783-3
- 「월간 카고 아이」(2009년 1월 23일, 신쵸사) ISBN 978-4-10-790195-8
- 카고 아이 사진집 「金曜日」(2009년 8월 24일, 코단샤) ISBN 978-4-06-352815-2
- LOS ANGELES (2010년 3월 25일, 지오티) ISBN 978-4-86084-737-1

#### 그 외
- U+U=W (2004년 12월 4일, 다케쇼보) ISBN 4-8124-1947-6
- 카고 아이 에세이 ~LIVE~미성년백서~ (2008년 8월 25일, 미디어 크라이스) ISBN 978-4-7788-0338-4

## 소속 유닛
- Girls Beat!! (2014년 ~ )